# Consiliul regional Alona
Consiliul regional Alona (în ebraică מועצה אזורית אלונה, Mo'atza Azorit Alona) este un consiliul regional din nordul Israelului. Face parte din districtul Haifa și acoperă trei moșavuri, Amikam, Aviel și Givat Nili. Sediul consiliului se află în Amikam. Emblema este inscripționată cu cuvinte biblice din : Psalmul 125:5,6 „Cei ce seamănă cu lacrimi, cu bucurie vor secera.”

## Istoric
Consiliul a fost creat pentru cele trei moșavuri afiliate la Mishkei Herut Beitar- datorită diferențelor ideologice cu alte așezări, dintre care majoritatea erau afiliate mișcărilor Sionismul Muncii.